# Santuario della Madonna della Fontana (Castelgerundo)
Il santuario della Madonna della Fontana è una piccola chiesa situata a Camairago, frazione del comune di Castelgerundo.

## Storia
Il santuario è situato su una piccola altura nei pressi di un'ansa dell'Adda. Già nel XIII secolo, più precisamente prima del 1261, si hanno notizie di una chiesa in questa località, bagnata dall'Adda.
La tradizione vuole che, a causa delle inondazioni del fiume, il luogo fosse molto pericoloso; i pescatori e i barcaioli locali, sempre devoti alla Madonna, decisero, nel XIII secolo, di costruirvi una piccola cappella, nei pressi della quale c'era una fonte di acqua sorgiva, ritenuta miracolosa, benedetta da san Carlo Borromeo.
Nel luglio del 2022, probabilmente a causa della forte siccità primaverile-estiva che causò l'abbassamento della falda sottostante, la cappella subì importanti danni strutturali e l'accesso all'area venne interdetto ai fedeli.
Nella primavera del 2024, notizie di stampa locale annunciarono la definizione di un progetto dal valore di 80000 € per la riqualificazione del luogo di culto.